# 맥 데이비스

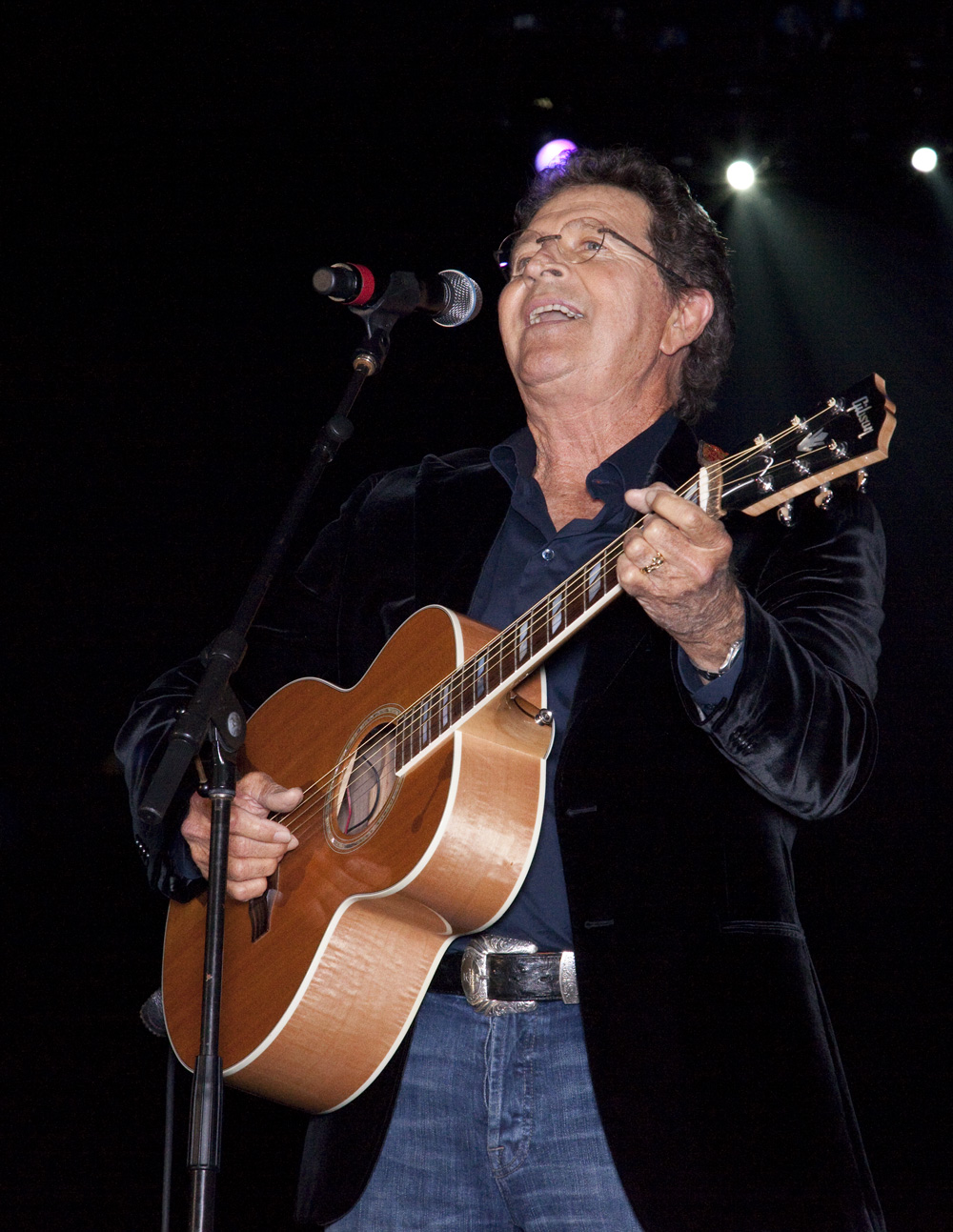

맥 데이비스(Scott Mac Davis, 1942년 1월 21일 ~ 2020년 9월 29일)는 미국의 음악가, 가수, 배우, 작곡가 겸 작사가다.

## 영상 목록
- 트러블 러브 (2005년)
- 웨어 더 레드 펀 그로우 (2003년)
- 잭팟(영어판) (2001년)
- 엔젤스 댄스 (1999년)
- 위험한 관계 (1991, Blackmail)
- 사위 합동 작전 (1985년)
- 스팅 2 (1983년)
- 달라스의 투혼 (1979년) - 세스 맥스웰 역
- 데이빗 프로스트 쇼 (1969년)

### 텔레비전
- 킹 오브 더 힐 (1997년)